# Consecratio

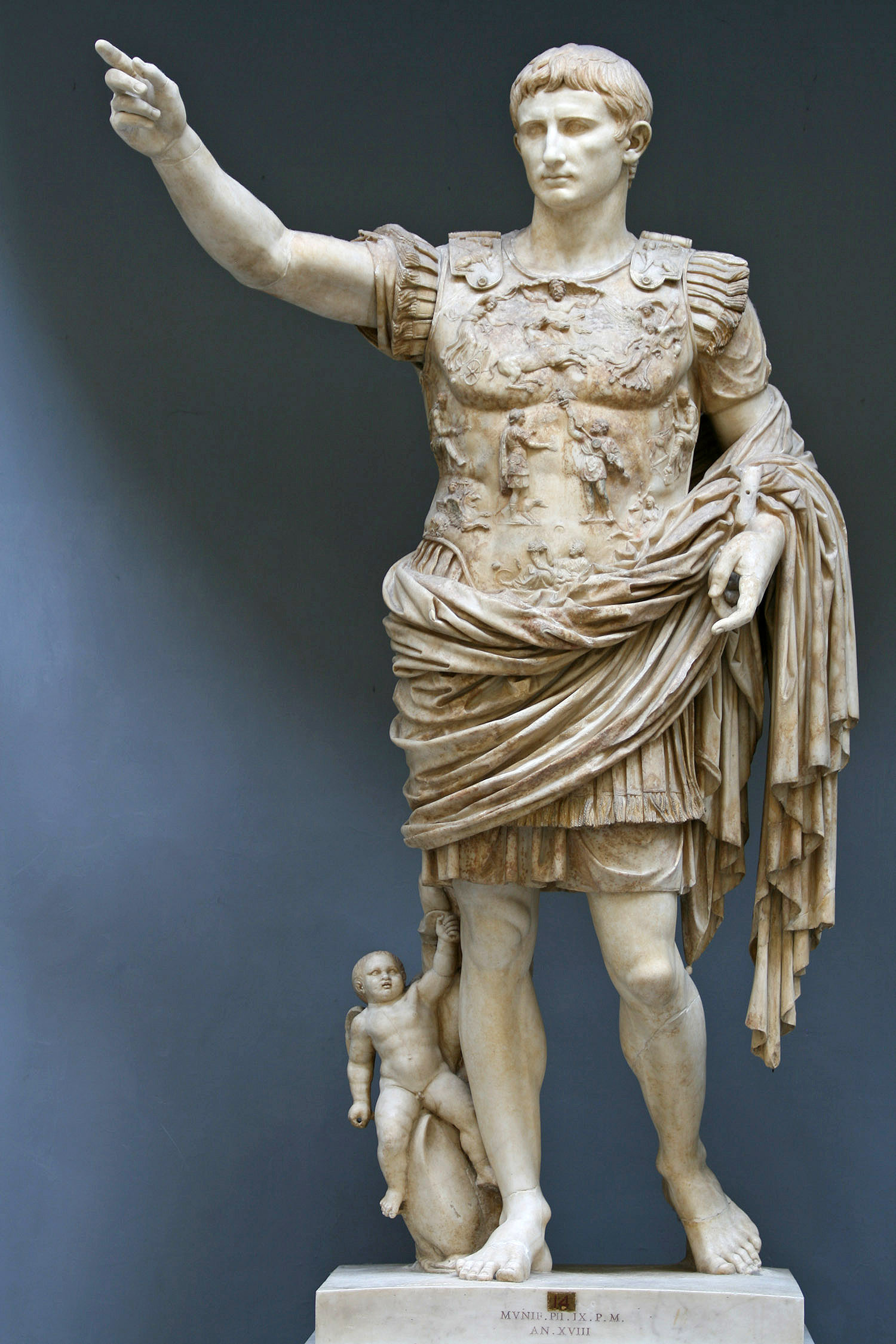
Standbeeld van Keizer Augustus

Consecratio was de apotheose van de gestorven Romeinse keizers, die evenwel alleen aan diegenen te beurt viel, die door de Senaat of door hun opvolger haar waardig gekeurd werden.
Het is echter overbekend, hoe vrijgevig men in Rome met dit eerbewijs omsprong. Zelfs keizerinnen genoten na hun dood het voorrecht van de consecratio. Na hun consecratio kregen zij de bijnaam van Divi of Divae. Verschillende plechtigheden bij de begrafenis gingen aan de consecratio vooraf. Bij het verbranden van het lijk op de brandstapel steeg onder andere steeds een adelaar uit de vlammen ten hemel. De alzo tot god geworden keizers en keizerinnen kregen hun eigen tempels, priesters en feesten. Ze werden dus geheel en al met de goden gelijkgesteld.
Niet alle keizers werden vergoddelijkt, Tiberius en Nero werden een vergoddelijking niet waardig gevonden. Livia werd pas door haar kleinzoon Claudius vergoddelijkt en Claudius was de eerste keizer na Augustus die vergoddelijkt werd. Daarover werd uitgebreid gespot; in de Apocolocyntosis van Seneca wordt de introductie van de nieuwe god Claudius bij de oudere goden beschreven. De schrijver maakt Claudius belachelijk en laat hem wegsturen.
De keizers hebben zelf wel met hun vergoddelijking gespot. In de Historia Augusta wordt van de zieke Vespasianus verteld dat hij zegt "ik heb het gevoel een God te worden". In zijn beroemde gedicht "Animula vagula blandula" twijfelt Hadrianus aan zijn vergoddelijking.